# Daniel Petrie, Jr.
Daniel M. Petrie, Jr. (* 30. November 1951) ist ein kanadischer Drehbuchautor, Filmregisseur und Filmproduzent.

## Leben
Daniel M. Petrie ist der Sohn der US-amerikanische Fernsehproduzentin Dorothea G. Petrie und des kanadischen Regisseurs Daniel Petrie. Nach seinem Studium von 1970 bis 1975 University of Redlands, das er mit einem Bachelor in Psychologie und Kreatives Schreiben abschloss, begann er bei der Künstleragentur International Creative Management in der Poststelle und arbeitete sich bis zum Agenten hoch. Von dort aus schaffte er es gemeinsam mit seinem Schreibpartner Danilo Bach, das Drehbuch zu der Actionkomödie Beverly Hills Cop – Ich lös’ den Fall auf jeden Fall zu verkaufen. Bereits mit seinem Debütdrehbuch konnte er 1985 mit einer Oscarnominierung für das Beste Originaldrehbuch seinen bisher größten Erfolg feiern.
Daniel M. Petrie ist Mitglied der Writers Guild of America und war von 1997 bis 1999 ihr Präsident. Seine Ehefrau Constance Petrie traf er während seiner Arbeit bei ICM.

## Filmografie (Auswahl)
- 1984: Beverly Hills Cop – Ich lös’ den Fall auf jeden Fall (Beverly Hills Cop)
- 1987: The Big Easy – Der große Leichtsinn (The Big Easy)
- 1988: Mörderischer Vorsprung (Shoot to Kill)
- 1989: Scott & Huutsch (Turner & Hooch)
- 1991: Boy Soldiers (Toy Soldiers)
- 1994: In the Army now – Die Trottel der Kompanie (In the Army now)
- 1997: Dead Silence – Flammen in der Stille (Dead Silence)
- 2000: The 6th Day
- 2002: The Master Criminal (Framed)
- 2010: Pictures of Hollis Woods

## Auszeichnung (Auswahl)
Oscar
- 1985: Nominierung für das Beste Originaldrehbuch mit Beverly Hills Cop – Ich lös den Fall auf jeden Fall

Edgar Allan Poe Award
- 1985: Nominierung für den Besten Film mit Beverly Hills Cop – Ich lös den Fall auf jeden Fall
- 1988: Nominierung für den Besten Film mit The Big Easy – Der große Leichtsinn